# Diecéze pamierská
Diecéze pamierská (-couseranská-mirepoixská) (lat. Diocesis Apamiensis (-Couseranensis-Mirapicensis), franc. Diocèse de Pamiers, Couserans et Mirepoix) je francouzská římskokatolická diecéze. Leží na území departementu Ariège, jehož hranice přesně kopíruje. Sídlo biskupství i katedrála Saint-Antonin de Pamiers se nachází ve městě Pamiers. Diecéze je součástí toulouské církevní provincie.
Od 17. prosince 2014 je diecézním biskupem Mons. Jean-Marc Eychenne.

## Historie
Biskupství bylo v Pamiers zřízeno 16. září 1295 během pontifikátu papeže Bonifáce VIII.
Papež Jan XXII. založil biskupství v Mirepoix a Rieux vydělením z území biskupství v Pamiers.
V důsledku konkordátu z roku 1801 bylo 29. listopadu 1801 bulou papeže Pia VII. Qui Christi Domini zrušeno velké množství francouzských diecézí, mezi nimi také diecéze pamierská, jejíž území bylo včleněno do toulouské arcidiecéze.
Biskupství v Pamiers bylo obnoveno bulou Paternae caritatis 6. října 1822.
K 11. březnu 1910 byl změněn název diecéze na Pamiers-Couserans-Mirepoix.